# فرودگاه شادی کو
فرودگاه شادی کو (به انگلیسی: Shady Cove Airpark) یک فرودگاه خصوصی است که یک باند فرود چمن و شن دارد و طول باند آن ۷۹۲ متر است. این فرودگاه در کشور ایالات متحده آمریکا قرار دارد و در ارتفاع ۴۵۸ متری از سطح دریا واقع شده‌است.